# Rak materničnega vratu
Ràk máterničnega vratú je epitelijska maligna novotvorba materničnega vratu, torej spodnjega dela maternice, ki sega v nožnico. Spremlja ga lahko nožnična krvavitev, vendar ostanejo simptomi pogosto skriti vse dokler rak ne napreduje v pozni stadij in zato je pomembno presejalno preskušanje žensk s tako imenovanim testom PAP. Takšno rešetanje morebitnih bolnic je v nekaterih razvitih državah zmanjšalo pojavnost invazivne oblike raka za 50 ali več odstotkov.
Zdravljenje v zgodnejših stadijih sestoji iz operativne odstranitve rakavega tkiva, v poznejših fazah pa zlasti iz kemoterapije in radioterapije. 
V skorajda vseh primerih raka materničnega vratu je nujen dejavnik za vznik raka okužba s humanim papilomskim virusom. Genotipa virusa HPV 16 in 18 sta odgovorna za okoli 70 % omenjenega raka. Na voljo je cepivo proti HPV za oba visokorizična genotipa (v Sloveniji se uporablja 9-valentno cepivo Gardasil-9, ki ščiti tudi pred genitalnimi bradavicami). Vendar pa se tudi po cepljenju priporoča izvajanje presejalnega testiranja z brisi PAP.

## Etiologija
V devetdesetih letih dvajsetega stoletja so odkrili, da je spolno prenosljiva okužba z visokorizičnimi genotipi humanih papilomskih virusov (HPV) edini potrebni, a nezadostni dejavnik tveganja za nastanek predrakavih sprememb materničnega vratu, iz katerih lahko preko več stopenj vznikne rak. Visoko rizični genotipi HPV okužijo bazalne celice epitelija materničnega vratu in
ob dolgotrajni okužbi se njihova deoksiribonukleinska kislina (DNK) vgradi v gostiteljski genom. Na ta način se lahko zavre delovanje tumorje zaviralnih beljakovin in okužene celice celice postanejo nesmrtne.

## Epidemiologija
V Sloveniji je incidenca raka materničnega vratu v preteklih desetletjih nihala. Vrh je dosegla 1997, ko je znašala 23,1/100.000 žensk. Leta 2002 je sodila Slovenija glede na večino rakavih obolenj v sredino lestvice evropskih držav, po incidenci raka materničnega vratu pa v njen vrh. Leta 2003 je bilo registriranih 209 novih primerov raka materničnega vratu. Po tem letu je prišlo do upadanja incidence. Leta 2006 je bil ta rak po pogostosti osmo najpopostejše rakavo obolenje pri ženskah in je predstavljal 3,1 % vseh rakavih obolenj.